# Diagrama de tubulação e instrumentação

Exemplo de um P&ID

Um piping and instrumentation diagram/drawing (P&ID) é um diagrama bastante utilizado em processos industriais que exibe as tubulações de determinado processo, juntamente com os equipamentos instalados e instrumentação da planta.

## Lista de itens de um P&ID
- Equipamento mecânico com nomes e números
- Instrumentação e denominações
- Todas as válvulas e suas identificações
- Processo de tubagens, dimensões e identificação
- Miscelânea - orifícios de ventilação, esgotos, instalações especiais, linhas de amostragem, redutores, increasers e swagers
- Permanente start-up e as linhas de flush
- Sentidos de fluxo
- Referências Interligações
- Controle de entradas e saídas, intertravamentos
- Interfaces para a mudança de classe
- Entrada do sistema de controle de computador
- Identificação de componentes e subsistemas fornecidos por outros